# Perehudî, Borîspil
Perehudî (în ucraineană Перегуди) este un sat în comuna Senkivka din raionul Borîspil, regiunea Kiev, Ucraina.

## Demografie
Componența lingvistică a localității Perehudî
     Ucraineană (100%)
Conform recensământului din 2001, toată populația localității Perehudî era vorbitoare de ucraineană (100%).